# Abapeba rioclaro
Abapeba rioclaro là một loài nhện trong họ Corinnidae.
Loài này thuộc chi Abapeba. Abapeba rioclaro được miêu tả năm 2000 bởi Bonaldo.